# 春泉產業信託
春泉產業信託（港交所：1426）是一家在香港上市的房地產信託基金，在北京持有兩幢寫字樓華貿中心。
2013年11月，春泉產業信託於香港進行公開招股，發售4.395億個基金單位，招股價為3.81至4.03港元，集資最多17.71億元。春泉產業信託的管理人為春泉資產管理。日本政府全資擁有的政策投資銀行及Asuka Asset Management共同持有的AD Capital為春泉產業信託的唯一股東。

2017年7月，春泉產業信託完成以9330萬美元收購84項英國商業物業，該84項商業物業都是租予伊藤忠商事旗下的英國汽車服務供應商Kwik-Fit。
2018年9月，春泉產業信託提出以16.53億人民幣收購惠州商場華貿天地。
2018年9月26日，太盟地產提出以每股4.85港元收購春泉產業信託。
2022年5月，春泉產業信託提出以約16.37億元人民幣收購惠州華貿天地68%的股權。

## 外部連結
- 春泉產業信託 （页面存档备份，存于）